# Миролюбов, Виктор Сергеевич
Виктор Сергеевич Миролюбов (1860—1939) — русский советский издатель, редактор.

## Биография
Родился 22 января (3 февраля) 1860 года. Спустя пять лет умер его отец — профессор литературы Московской духовной академии, затем священник.
В 1874 году, окончив московскую классическую гимназию, поступил в Императорский Московский университет. За участие в студенческих беспорядках был исключен из университета и выслан в Самару, где устроился в одну из земледельческих колоний «толстовцев» вблизи города. Познакомился с местной передовой интеллигенцией и его замечательный голос (бас) открыл ему двери салонов местной аристократии, при участии которой был направлен в Италию для обучения пению и постановке голоса. В Италии он провёл пять лет и, после возвращения в 1893 году был принят в Большой театр, где начал выступать под сценическим псевдонимом В. Миров. Исполнял оперные партии второго плана (Гремин в «Евгении Онегине», слуга в «Демоне», царь в «Аиде» и другие). Неуверенность в себе, мнительность, боязнь за свой голос (он страдал болезнью лёгких) привели его в 1897 году к решению оставить певческую деятельность.
Переехав в Петербург, в 1898 году он купил находящийся в упадке «Журнал для всех» и стал его издателем и редактором. Поднял журнал на высокий уровень, превратил его в один из самых популярных в стране, привлёк к участию в журнале талантливых молодых писателей разных направлений и групп (Л. Андреева, А. Арцыбашева, А. Ахматову, И. Бунина, Е. Чирикова, М. Горького, А. Куприна, Д. Мамина-Сибиряка, Д. Мережковского, А. Чехова и др.). Назначив баснословно дешевую цену журнала — всего рубль в год, Миролюбов получил годовую подписку в сто тысяч экземпляров
В начале 1900-х годов под влиянием Мережковского Миролюбов увлёкся религиозно-философскими вопросами, что послужило причиной длительного охлаждения дружбы с Максимом Горьким. Сталл одним из членов-учредителей Религиозно-философского собрания в Петербурге (1901—1903), имевшего целью устранение отчужденности между церковью и интеллигенцией, представителями «нового религиозного сознания»; регулярно участвовал в заседаниях Собрания, его выступления публиковались в журнале «Новый путь» (1903).
После закрытия в 1906 году «Журнала для всех» Миролюбов пытался издавать журналы «Трудовой путь», «Наш журнал», но в связи с возбуждением против него уголовного преследования эмигрировал в Европу. В эмиграции на Капри с 1910 года редактировал выпускаемые М. Горьким литературные сборники «Знание». Горький высоко оценивал литературно-организационные способности Миролюбова, который также заведовал литературным отделом журнала «Заветы» (1912—1913), вместе с А. В. Амфитеатровым редактировал журнал «Современник». 
Возвратившись после амнистии в связи с 300-летием Дома Романовых в Петербург, в 1914—1915 годах редактировал «Ежемесячный журнал литературы, науки и общественной жизни», некоторое время был редактором издававшегося В. А. Поссе журнала «Жизнь для всех» (1913).
До революции 1917 года был товарищем председателя «Общества редакторов петроградских журналов». В 1917 году сотрудничал в газете правых эсеров «Воля народа». В первые послереволюционные годы был занят на редакционной работе в различных организациях («Артельтрудсоюз», Центральное кооперативное издательство, Издательство писателей в Ленинграде и других). С 1921 по 1925 год был редактором журнала кооператоров «Артельное дело», состоял членом правления Петроградского Дома литераторов, членом правления и председателем ревизионной комиссии Петроградского отделения Всероссийского Союза писателей. В последующем — член Союза советских писателей.
В 1925 году «отказался от редакторства» в журнале «Артельное дело» и обратился с прошением о предоставлении работы в Публичной библиотеке; 10 августа 1926 года был зачислен внештатным научным сотрудником «для работ по разборке рукописных собраний библиотеки» за счёт средств, ассигнованных на научные цели. Работал под руководством Д. И. Абрамовича. В марте 1927 года квалификационной комиссией было принято решение принять его «по группе начинающих ученых». В феврале 1928 года Правление Публичной библиотеки приняло решение ходатайствовать о назначении ему персональной пенсии, но он отказался от пенсии. Однако, в августе 1928 года библиотека из-за «невозможности сохранить имевшееся число сверхштатных сотрудников вынуждена была отказаться от дальнейшей работы столь ценного сотрудника, как Миролюбов». С этого времени В. С. Миролюбов испытывал большую материальную нужду, болел туберкулёзом; пользовался благотворительной помощью почитавших его людей.
Скончался 26 октября 1939 года в Москве.